# Sneguirevka
Sneguirevka (en rus: Снегиревка) és un poble del krai de Krasnoiarsk, a Rússia, que en el cens del 2010 tenia 186 habitants. Pertany al districte de Zaoziorni.